# Obando
Obando là một khu tự quản thuộc tỉnh Valle del Cauca, Colombia. Thủ phủ của khu tự quản Obando đóng tại Obando Khu tự quản Obando có diện tích 171 ki lô mét vuông. Đến thời điểm ngày 28 tháng 5 năm 2005, khu tự quản Obando có dân số 13722 người.